# Храмов, Александр Александрович
Алекса́ндр Алекса́ндрович Хра́мов (4 февраля 1989) — российский футболист, нападающий.

## Карьера
Александр Храмов — воспитанник академии имени Коноплева, в 2006 году выступал за команду «Крылья Советов-СОК», которая выступала во Втором дивизионе за который провёл 13 матчей. В 2007—2009 годах играл за дубль «Крыльев Советов» (38 матчей, 8 голов). Основную часть сезона 2009 года Храмов пропустил из-за травмы, хотя в январе выступал за молодёжную сборную России на Кубке Содружества и намеревался отправиться в аренду в челнинский «КАМАЗ». Единственный матч в Премьер-лиге провёл в стартовом туре чемпионата 2010 года, который «Крылья» провели против санкт-петербургского «Зенита» полурезервным составом, вышел на замену на 88-й минуте матча, вместо Леилтона.